# Eugenia supraaxillaris
Eugenia supraaxillaris là một loài thực vật có hoa trong Họ Đào kim nương. Loài này được Spreng. mô tả khoa học đầu tiên năm 1837.